# Ernst Kris
Ernst Walter Kris (* 26. April 1900 in Wien, Österreich-Ungarn; † 27. Februar 1957 in New York) war ein aus Österreich stammender US-amerikanischer Kunsthistoriker und Psychoanalytiker und Vertreter der psychoanalytischen Ich-Psychologie.

## Leben
Ernst Kris – Sohn des jüdischen Rechtsanwalts Leopold Kris und seiner Ehefrau Rosa Kris, geb. Schick – besuchte das Staatsgymnasium im 13. Bezirk von Wien. Er konnte infolge des Ersten Weltkrieges bereits als Schüler kunstgeschichtliche Vorlesungen an der Universität Wien besuchen. Gemeinsam mit seinen Freunden Otto Kurz und Ernst Gombrich studierte Kris seit Herbst 1918 das Fach Kunstgeschichte bei Julius von Schlosser, bei dem er im Jahr 1922 mit der Dissertation über Die Verwendung des Naturabgusses bei Wenzel Jamnitzer und Bernhard Palissy promoviert wurde. Kris war auch ein Schüler des Archäologen Emanuel Loewy, einem Freund von Sigmund Freud. Nach dem Studium arbeitete Kris als Kurator in der Abteilung für Plastik und Kunstgewerbe im Kunsthistorischen Museum Wien.
Kris’ Verlobte Marianne Rie (1900–1980) war mit Anna Freud befreundet, ihr Vater Oskar Rie war der Kinderarzt der Familie Freud. Als Marianne Rie nach ihrem Medizinstudium eine Lehranalyse in Berlin absolvierte, empfahl Freud dem Verlobten, ebenfalls eine Analyse, die er von 1924 bis 1927 bei Helene Deutsch in Wien machte. 1927 heirateten Ernst Kris und Marianne Rie, sie hatten zwei Kinder. 1928 wurden die beiden außerordentliche Mitglieder in der Wiener Psychoanalytischen Vereinigung.

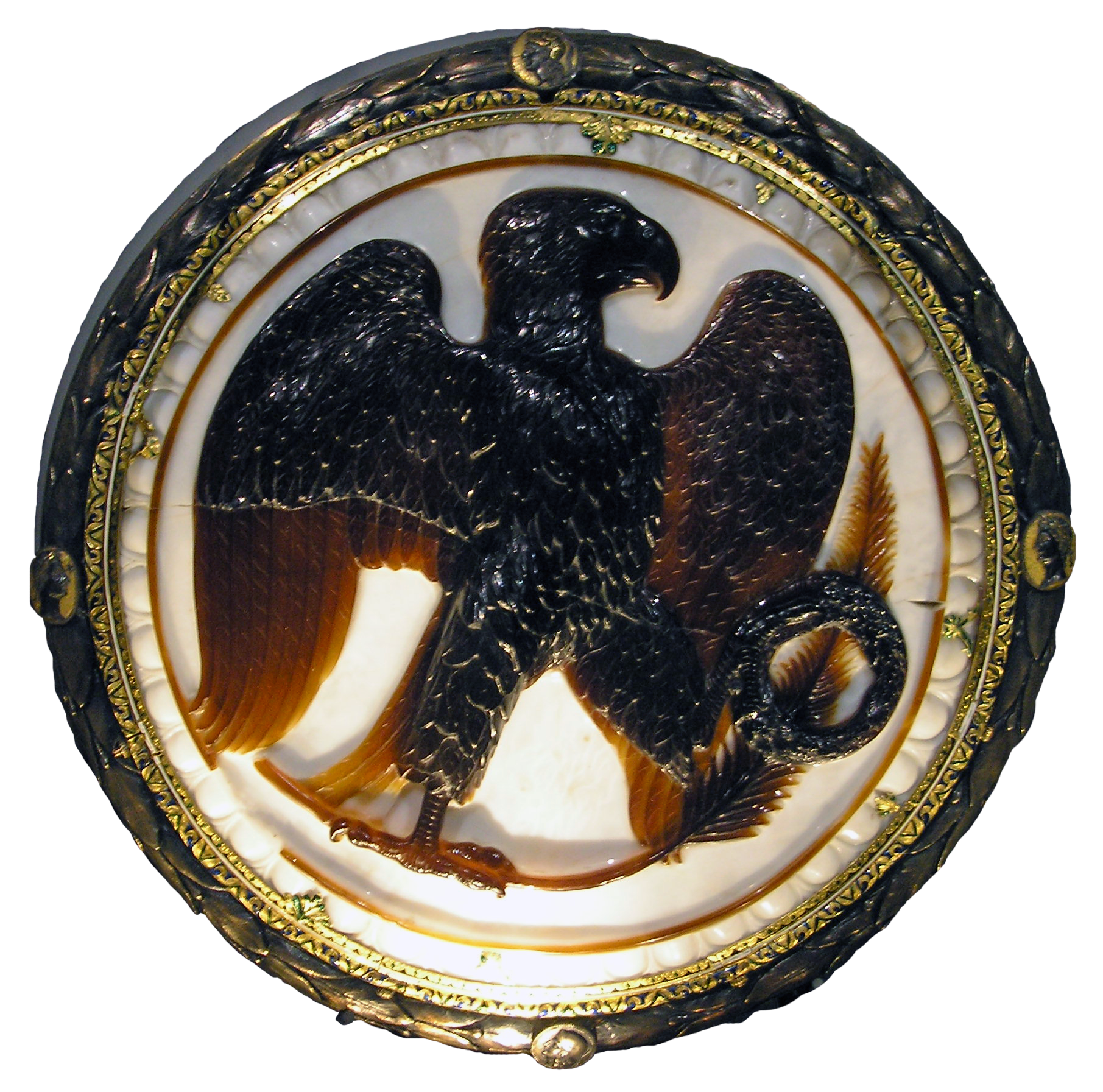
Kunsthistorisches Museum Wien: Adler-Kamee, römisch 27 v. Chr.

Neben seiner Anstellung am Kunsthistorischen Museum eröffnete Kris eine psychoanalytische Praxis, in der er seine Patienten vor neun Uhr morgens und nach achtzehn Uhr behandelte. Außerdem unterrichtete Kris als Lehranalytiker von 1930 bis 1938 am Psychoanalytischen Institut in Wien. Das Metropolitan Museum of Art beauftragte Kris im Jahr 1929 mit der Erstellung eines Kataloges über Kameen und Gemmen. Seit 1932 war Kris – gemeinsam mit Robert Wälder – als Redakteur für die Zeitschrift Imago tätig. Hier veröffentlichte er 1933 einen Beitrag über den Bildhauer Franz Xaver Messerschmidt.
Nach dem Anschluss Österreichs am 12. März 1938 musste Ernst Kris mit seiner Familie nach London emigrieren. Dort arbeitete er für die BBC an einer wissenschaftlichen Analyse der NS-Propaganda. 1940 wurde Kris in dieser Funktion nach Kanada und später in die USA gesandt. Im September 1940 berief ihn die New School for Social Research zum Professor, und hier baute er zusammen mit Hans Speier ein Forschungsprogramm für totalitäre Propaganda auf. In New York wurde er Mitglied und Lehranalytiker des New York Psychoanalytic Institute. Kris begann, sich für die Entwicklung des Kindes zu interessieren und leitete eine Längsschnittuntersuchung zur frühen Kindheit am Child Study Center der Yale University. Er war im Editorial Board der Zeitschrift The Psychoanalytic Study of the Child. Am New York Psychoanalytic Institute initiierte er zusammen mit der Yale University das Gifted Adolescence Project, das begabten jungen Menschen mit psychischen Problemen eine Psychoanalyse ermöglichte."
Kris’ unter Kunsthistorikern bekanntestes Buch ist das zusammen mit Otto Kurz verfasste Werk Die Legende vom Künstler, in dem gängige Anekdoten und Mythologien über Künstlerpersönlichkeiten untersucht und als Fiktionen erkannt werden. Er arbeitete sowohl in Wien wie auch in London häufig mit Ernst Gombrich zusammen.
„Mit seiner umfassenden historischen Einleitung zur ersten Bearbeitung der Freud-Fließ-Briefe (1950) hat er einen Beitrag zur Freud-Biografik verfaßt.“
Ernst Kris verstarb im Februar 1957 in New York im Alter von 56 Jahren.

## Veröffentlichungen (Auswahl)
- Der Stil „rustique“. Die Verwendung des Naturabgusses bei Wenzel Jamnitzer und Bernard Palissy. In: Jahrbuch der Kunsthistorischen Sammlungen in Wien 1, 1926, S. 137–208 (Dissertation).
- mit Fritz Eichler: Die Kameen im kunsthistorischen Museum. Beschreibender Katalog. Schroll, Wien 1927.
- Meister und Meisterwerke der Steinschneidekunst in der italienischen Renaissance. Schroll, Wien 1929.
- Ein geisteskranker Bildhauer. In: Imago 19, 1933, S. 384–411.[4]
- mit Otto Kurz: Die Legende vom Künstler. Ein geschichtlicher Versuch. Krystall, Wien 1934.
  - Neuausgabe: Die Legende vom Künstler. Ein geschichtlicher Versuch. Gemeinsam mit Otto Kurz. Mit einem Vorwort von Ernst H. Gombrich. Suhrkamp, Frankfurt am Main 1980, 3. Auflage 1995. ISBN 3-518-28802-4.
- Zur Psychologie älterer Biographik, in: Imago. Zeitschrift für psychoanalytische Psychologie ihre Grenzgebiete und Anwendungen XXI, 1935, Heft 3, S. 320–344.[5]
- Bemerkungen zur Bildhauerei der Geisteskranken, in: Imago. Zeitschrift für psychoanalytische Psychologie ihre Grenzgebiete und Anwendungen XXII, 1936, Heft 3, S. 339–370.[6]
- Die ästhetische Illusion. Phänomene der Kunst in der Sicht der Psychoanalyse. Suhrkamp, Frankfurt am Main 1977.
- Psychoanalytische Kinderpsychologie. Aus dem Englischen übersetzt von Peter Schütze. Suhrkamp, Frankfurt am Main 1979, ISBN 3-518-07288-9.
- Einleitung zur Erstausgabe 1950. In: Sigmund Freud: Briefe an Wilhelm Fließ. 1887–1904. Ungekürzte Ausgabe, Fischer, Frankfurt am Main 1986, S. 519–561.
- Erstarrte Lebendigkeit. Enthält die Dissertation von 1922. Diaphanes, Zürich/Berlin 2010, ISBN 978-3-03734-132-2.